# Silvina Luna
Pour les articles homonymes, voir Luna.
Silvina Noelia Luna, née le 21 juin 1980 à Rosario et morte le 31 août 2023 à Buenos Aires, est une mannequin, actrice et vedette argentine.

## Carrière
Après avoir suivi des études à l'âge de 17 ans, elle s'installe à Buenos Aires et travaille comme secrétaire et mannequin. Elle a ensuite vécu à Miami pendant un an, avant de retourner en Argentine, où elle a participé à l'émission Big Brother 2.
Plus tard, elle a travaillé avec l'agence de mannequins de Ricardo Piñeiro et a participé au concours télévisé Celebrity Splash !
Luna a suivi des cours de théâtre avec Julio Chávez et a participé à plusieurs émissions de télévision.

### Apparitions dans des magazines
- Couverture de l'édition argentine de Maxim
- Couverture du magazine Interviú
- Harper's Bazaar
- Vogue

## Vie personnelle et mort
En juillet 2014, Luna est hospitalisée pour des calculs rénaux. Elle impute le problème à son chirurgien esthétique, qui, selon elle, avait utilisé du méthacrylate sur ses fesses.
Le 31 août 2023, Luna meurt à la suite d'une « opération esthétique mal réalisée ». Elle avait 43 ans.

## Spectacles de théâtre
- Vedettísima (2009)
- Le Champagne las Pone Mimosas. (2005)
- Différente. (2003)
- La nuit des pistolets frías. (2002)

## Apparitions télévisées sélectionnées
- L'hôtel des célèbres (2022)
- Gran Hermano 2011 (2011)
- El Capo (2007)
- Fils de Fierro (2007)
- Bailando por un sueño (2006)
- Les Gladiateurs de Pompeya (2006)
- Amour en garde (2005)
- Quién est le chef ? (2005)
- Le Patron de la Vereda (2005)
- Don Francisco présente (2004)
- Pas de foin 2 péché 3 (2004)
- Los Roldán (2004)
- La Peluqueria (2003)
- Gran Hermano 2 - Big Brother Argentine 2 (2001 ; participant)

| Année   | Titre                            | Rôle | Résultat    | Remarques |
| ------- | -------------------------------- | ---- | ----------- | --------- |
| 2001    | Gran Hermano 2                   |      |             |           |
| 2005    | Odisea, en quête du trésor perdu |      |             |           |
| 2006    | Bailando por un Sueño 2          |      |             |           |
| 2007    | Odisea, aventure Argentine       |      |             |           |
| 2009    | El Musical de tus Sueños         |      |             |           |
| 2010-11 | Gran Hermano 2011                |      | Un segment  |           |
| 2013    | Splash de célébrité!             |      | 1 épisode   |           |
| 2014    | Tu Cara me Suena (saison 2)      |      | Gala 33     |           |
| 2017    | Bailando 2017                    |      |             |           |
| 2020    | Divina Comida                    |      | 5 épisodes  |           |
| 2022    | L'Hôtel de los Famosos           |      | 33 épisodes |           |
| 2022    | L'Hôtel de los Famosos           |      | 33 épisodes |           |
| 2022    | L'Hôtel de los Famosos           |      | 33 épisodes |           |